# Sanguirana acai
Sanguirana acai — вид жаб родини жаб'ячих (Ranidae). Виокремлений у 2017 році з виду Sanguirana everetti.

## Поширення
Ендемік Філіппін. Поширений на островах Негрос, Масбат та Панай.